# 보도교

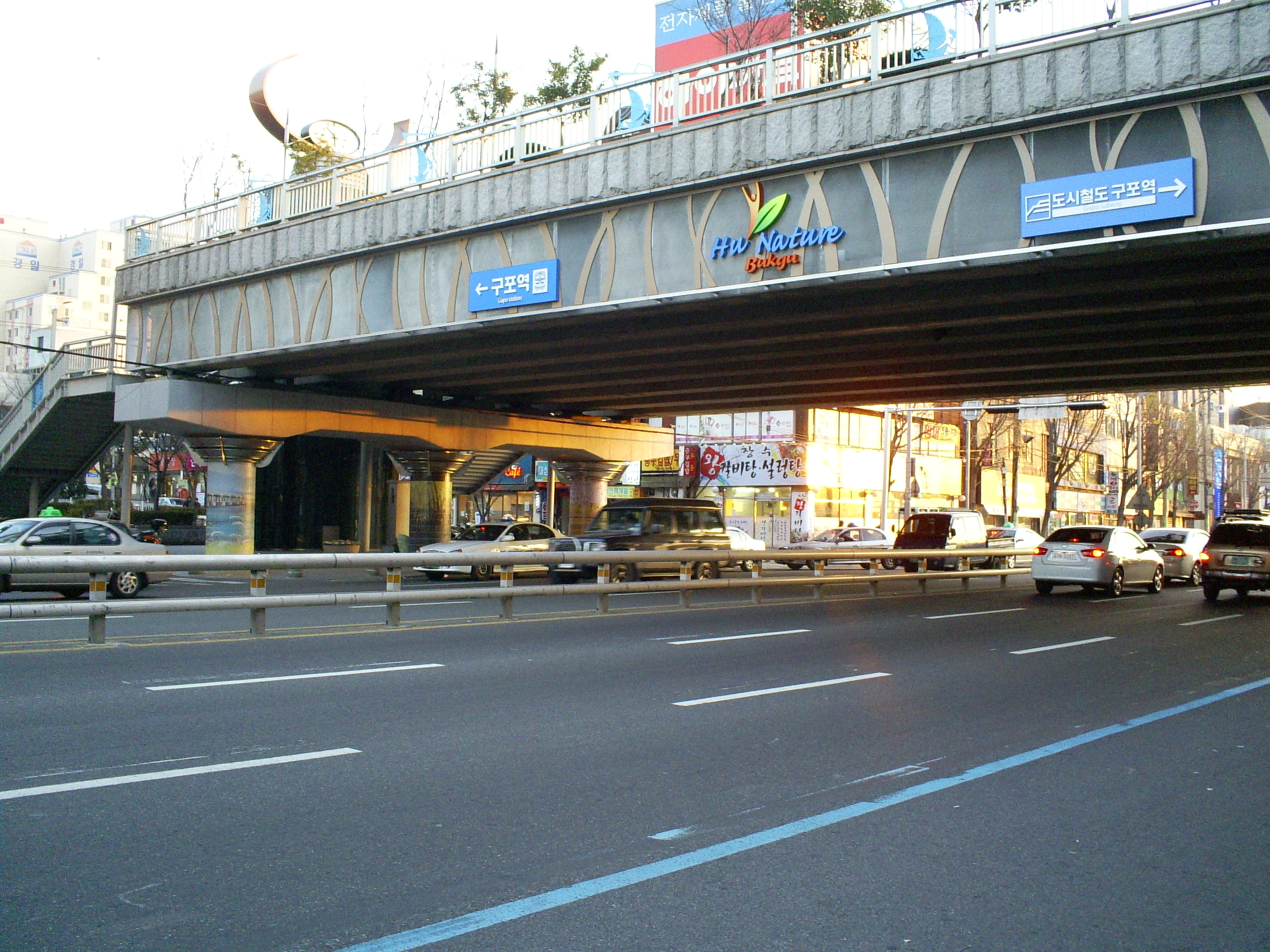
육교 (북구 구포역)

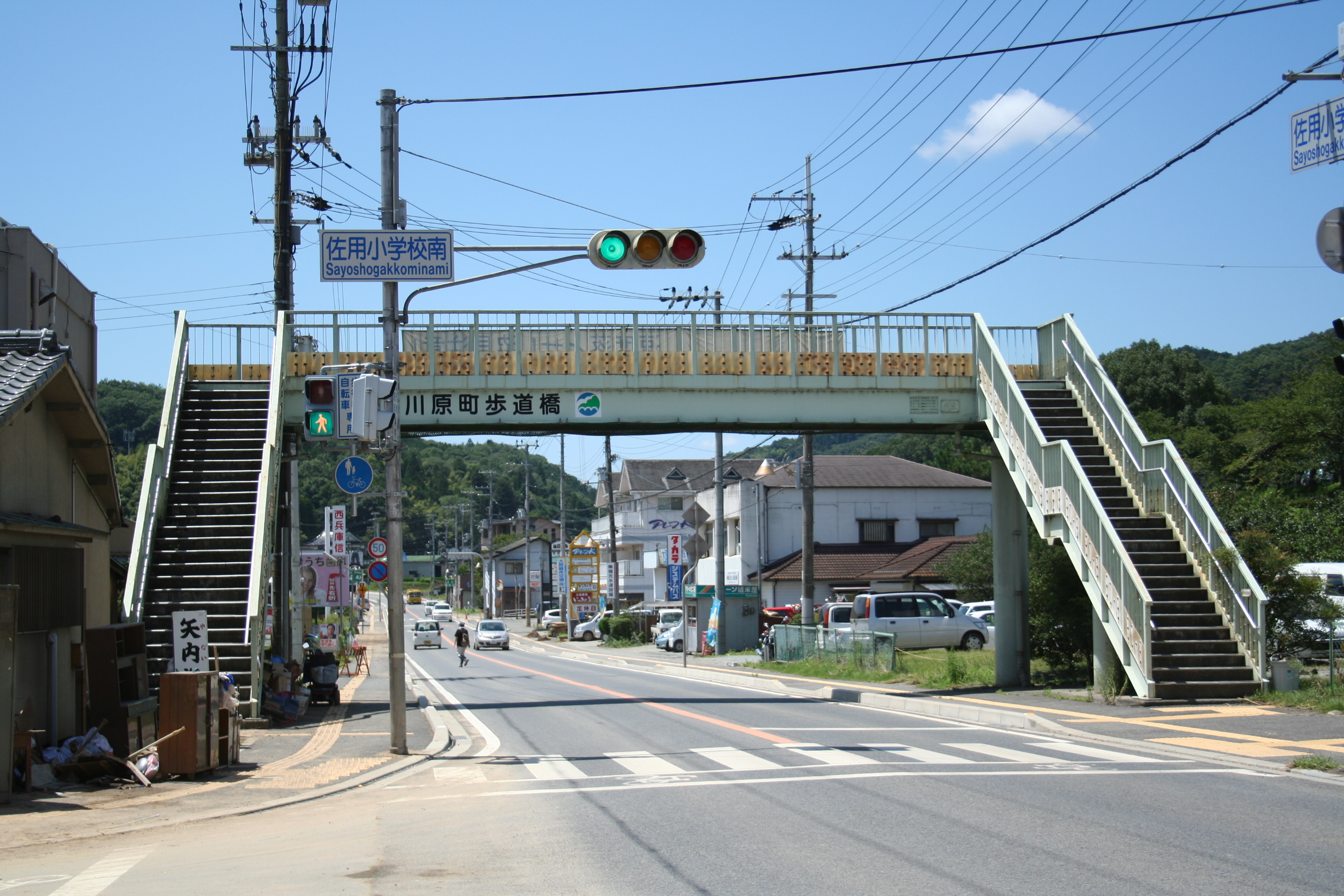
육교 (효고현 사요정)

보도교(步道橋, 영어: footbridge, pedestrian bridge, pedestrian overpass, pedestrian overcrossing)는 도로나 철로를 사람들이 안전하게 다닐 수 있게 만든 다리이다. 인도교(人道橋) 또는 가도교(架道橋)라고도 한다.
육교(陸橋)의 높이는 평균적으로 4.5m고 그 이하, 이상되는 것도 있다.
보통 육교에는 계단을 설치하지만, 요즘 휠체어, 유모차 등이 오르고 내려가기 쉽게 경사로를 설치하거나, 엘레베이터도 설치한다.

## 같이 보기
- 고가도로
- 횡단보도
- 길
- 구름다리